# Reuth bei Erbendorf
Pour les articles homonymes, voir Reuth.
Reuth bei Erbendorf est une commune de Bavière (Allemagne), située dans l'arrondissement de Tirschenreuth, dans le district du Haut-Palatinat.